# Bürgeramt

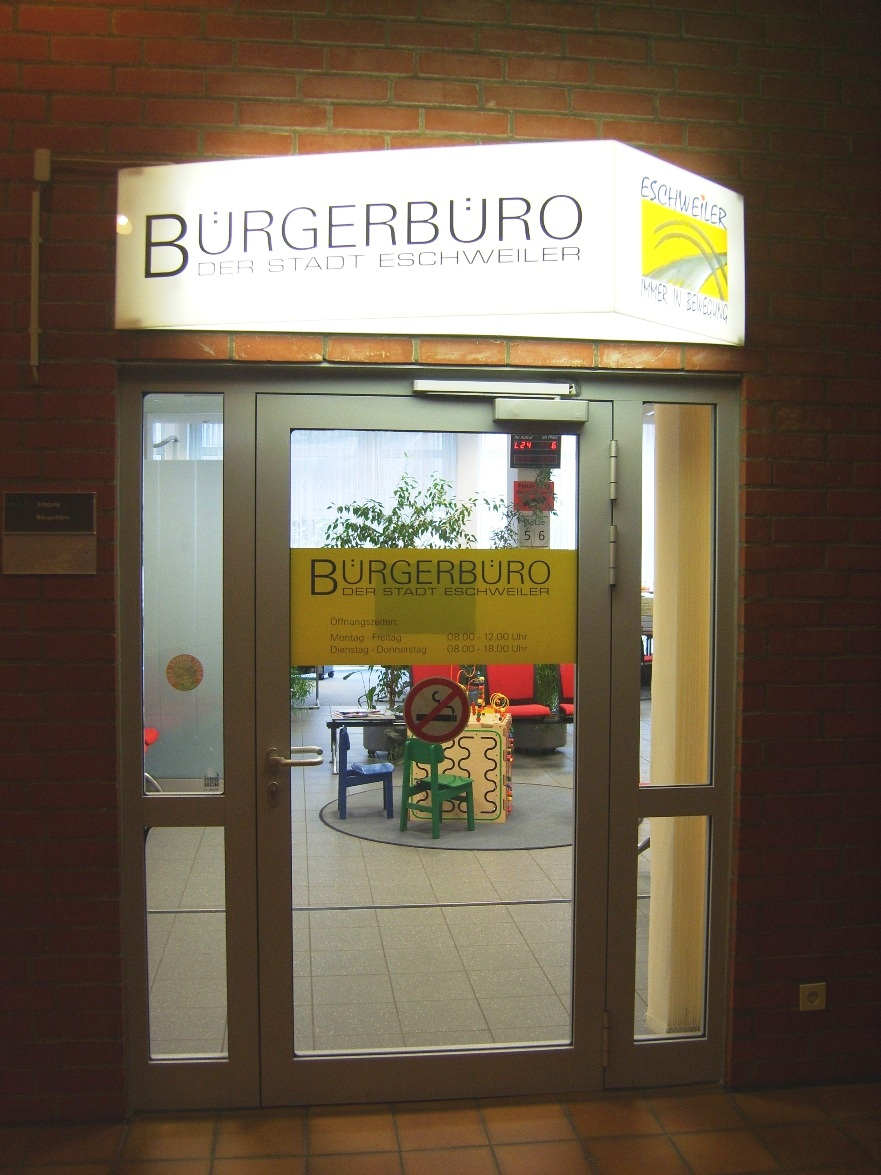
Bürgerbüro der Stadt Eschweiler

Bürgerämter (auch Bürgerbüros, Bürgerdienste oder Bürgerservices) sind Einrichtungen der Kommunalverwaltung, in der publikumsintensive Dienstleistungen für die Bürger an einer Stelle zusammengefasst sind. In (kleineren) Gemeinden sind (oder waren) mehrere oder alle diese Dienstleistungen ohnehin im Rathaus oder einem zentralen Gebäude der  Gemeindeverwaltung zusammengefasst.
Die ersten solchen Ämter entstanden in den 1980er-Jahren (z. B. Unna, Bielefeld), in großem Ausmaß wurden sie in den 1990er-Jahren eingerichtet. Ziel dieser Einrichtungen ist es, die Verwaltung effizienter und kundenorientierter zu gestalten. Das Konzept beinhaltet zahlreiche städtische Dienstleistungen unter einem Dach, möglichst wohnortnah, bei erweiterten Öffnungszeiten und kurzen Wartezeiten. Die Palette der Aufgaben reicht von der Bearbeitung von Ausweisen und Pässen über Wohngeld bis zu Renten, Anwohnerparkausweisen, Sperrmüllkarten und Müllsäcken. In weitergehenden Formen werden entweder Anträge zu allen wichtigen Aufgaben der Kommunalverwaltung vorgeprüft oder es werden alle sozial-, jugend- und wohnungspolitischen Aufgaben einer Kommune dezentral angeboten (Sozialbürgerhaus bzw. -amt in Großstädten, z. B. München). Die Verwaltungen versuchen zunehmend, die gleiche Funktion durch Neue Informationstechnologien und Online-Kommunikation bzw. Call-Center zu erreichen.
Die Beschäftigten haben andere Arbeitsformen (Gleitzeit, Großraumbüros) und ihre Tätigkeit in Bürgerämtern ist sowohl mit Arbeitsanreicherungen als auch teilweise mit höheren Arbeitsbelastungen verbunden. Nach einer Umfrage des Deutschen Städtetages aus dem Jahr 1999 zum Thema Bürgerämter hat annähernd jede zweite Stadt, die dem Städtetag angehört, ein Bürgeramt eingerichtet. Je größer eine Stadt ist, desto eher bietet sie Bürgerämter an. 12 von 14 Großstädten mit mehr als 400.000 Einwohnern haben ein Bürgeramt, 18 von 24 Städten mit 200.000 bis 400.000 Einwohnern, und von den 39 Städten mit 100.000 bis 200.000 Einwohnern sind es 27.
Zunehmend werden bürgernahe Leistungen auch auf Serviceportalen angeboten. Diese ermöglichen eine elektronische Kommunikation, Interaktion und Transaktion von Bürgern mit der Verwaltung. Dabei gibt es verschiedene Funktionalitäten und Stufen. Basis sind Zuständigkeitsfinder, die die Ermittlung von Organisationen oder Diensten ermöglichen. Die Bereitstellung von einer zentralen Plattform, einer Kundenorientierung und elektronischer Transaktionen führt zum One-Stop-Shop (One-Stop-Government).